# Latovikok
A latovikok (latinul Latovici) ókori pannoniai kelta nép volt. Már idősebb Plinius is említést tett róluk anélkül, hogy lakóhelyüket pontosan megjelölte volna. Ptolemaiosz Klaudiosz szerint a latovikok Felső-Pannonia déli részén, Noricum alatt laktak, s hogy ebben igaza volt, az Itinerarium Antonini erősíti meg, miszerint a Praetorium Latovicorum Emonától (ma Ljubljana) 34 római mérföldre, a mai Trebnje helyén feküdt.